# Bruno Pontecorvo
Bruno Pontecorvo (italiano [ponte'korvo] en ruso: Бру́но Макси́мович Понтеко́рво, Bruno Maksímovich Pontecorvo; 22 de agosto de 1913 – 24 de septiembre de 1993) fue un físico nuclear italiano, joven ayudante de Enrico Fermi y autor de estudios numerosos en física de altas energías, especialmente en neutrinos. Comunista convencido, emigró a la Unión Soviética en 1950, donde continuó su búsqueda en la decadencia del muon y sobre los neutrinos. El prestigioso Premio Pontecorvo fue instaurado en su memoria en 1995.
El cuarto de ocho niños de un rica familia ítalo-judía, Pontecorvo estudió física en la Universidad de La Sapienza de Roma, bajo la tutoría de Fermi, convirtiéndose en el más joven de los llamados Chicos de la Vía Panisperna. En 1934,  participó en el célebre experimento de Fermi mostrando las propiedades de los neutrones lentos que dirigió el camino hacia el descubrimiento de la fisión nuclear. Se mudó a París en 1934, donde investigó bajo la dirección de Irène y Frédéric Joliot-Curie. Influido por su primo, Emilio Sereni, se sumó a las filas del Partido Comunista Francés, tal y como también hicieron sus hermanas Giuliana y Laura y su hermano Gillo. Las leyes raciales del régimen fascista italiano de 1938 contra los judíos obligaron a su familia a dejar Italia, emigrando a Gran Bretaña, Francia y Estados Unidos.
Cuándo el Ejército alemán se acerca a París durante la Segunda Guerra Mundial, Pontecorvo, su hermano Gillo, su primo Emilio Sereni y Salvador Luria huyeron de la ciudad en bicicleta. Finalmente logró llegar a Tulsa, Oklahoma, donde aplicó sus conocimientos de física nuclear a la prospección petrolífera y a la búsqueda de minerales. En 1943, se une al equipo del programa británico Tube Alloys en el Laboratorio de Montreal, Canadá. Ello formaba parte del Proyecto Manhattan para el desarrollo de las primeras bombas atómicas. En los Laboratorios de Chalk River, trabajó en el diseño del reactor nuclear ZEEP, el primer reactor exterior de los Estados Unidos, que alcanzó el estado de criticidad en 1945, seguido por el reactor NRX en 1947. También observó los rayos cósmicos, la decadencia de muones, y el tema que se convertiría en su obsesión, los neutrinos. Se muda a Gran Bretaña en 1949, donde trabajó para el Atomic Energy Research Establishment en Harwell.
Después de su deserción a la Unión Soviética en 1950,  trabajó en el Instituto Central de Investigaciones Nucleares (JINR) en Dubná. Propuso la utilización de cloro para detectar neutrinos. En un artículo de 1959, defendió que el neutrino electrónico (νe) y el neutrino muónico (νμ) eran partículas diferentes. Los neutrinos solares fueron detectados por el Experimento Homestake (Homestake experiment), pero solo entre un tercio y un medio del número pronosticado. En respuesta a este problema de los neutrinos solares, propuso un fenómeno conocido como la oscilación de neutrinos, por el cual neutrinos electrónicos mutaban hacia neutrinos muónicos. La existencia de dichas oscilaciones fue finalmente establecida por el experimento Super-Kamiokande en 1998. También pronosticó en 1958 que las supernovas producirían explosiones intensas de neutrinos, lo cual fue confirmado en 1987 cuando la Supernova SN 1987A fue observada por detectores de neutrino.

## Educación y vida tempranas

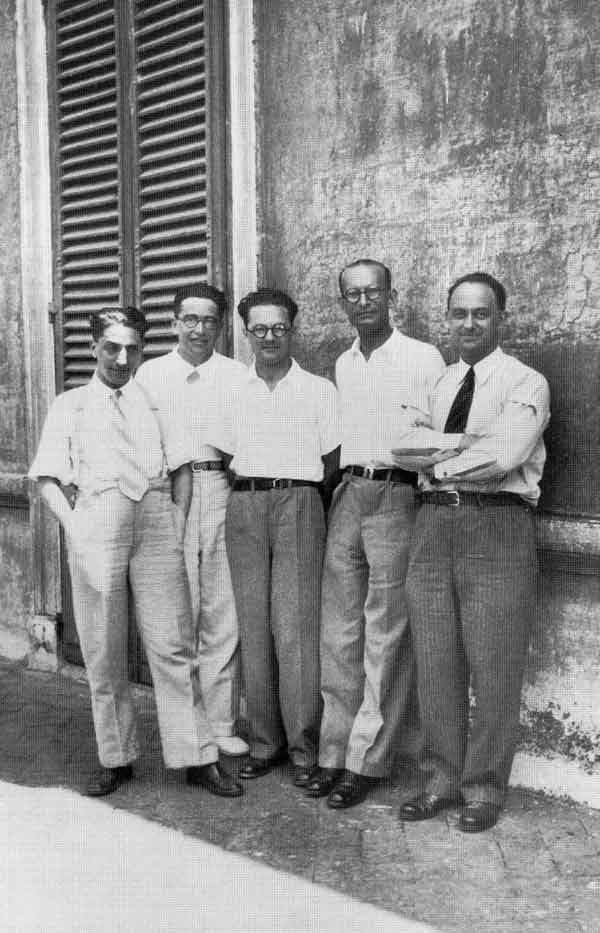
Enrico Fermi y los chicos de la Vía Panisperna en el patio del instituto de Física de Universidad de Roma en Vía Panisperna, aproximadamente 1934. De izquierda a derecha: Oscar D'Agostino, Emilio Segrè, Edoardo Amaldi, Franco Rasetti y Enrico Fermi. Pontecorvo tomó la fotografía.

Pontecorvo nació el 22 de agosto en Marina di Pisa, el cuarto de ocho niños de Massimo Pontecorvo y su mujer Maria née Maroni. Su hermano mayor Guido, quién nació en 1907, se hizo genetista. Su hermano Paolo, quién nació en 1909, se hizo ingeniero y trabajó sobre los radares durante Segunda Guerra Mundial. Su hermana mayor, Giuliana, nació en 1911. Su hermano menor Gillo nació en 1919, y es más conocido como el director de La Batalla de Argel. También tuvo dos hermanas más jóvenes; Laura, nacida en 1921, y Anna, nacida en 1924, y un hermano más joven, Giovanni, nacido en 1926. La suya era una familia italiana rica; Massimo poseyó tres fábricas textiles que emplean encima 1,000 personas. Massimo era judío pero no practicante; Maria era protestante y miembro de la Iglesia Evangélica Valdense.
Accedió la Universidad de Pisa para estudiar ingeniería, pero después de dos años decidió cambiar a física, en 1931. Por consejo de su hermano Guido, decide estudiar en la Universidad de La Sapienza de Roma, donde Enrico Fermi había reunido junto un grupo de jóvenes y prometedores científicos conocidos como Los chicos de la Vía Panisperna, proveniente del nombre de la calle donde por aquel entonces se situaba el Instituto de Física de la Universidad de Roma La Sapienza. A la edad de 18, fue admitido al tercer año de Físicas. Fermi describió a Pontecorvo como "científicamente uno de los hombres más brillantes con quien he entrado en contacto durante mi carrera científica". Al convertirse en su miembro más joven, el grupo lo apodó Cucciolo, lo cual significa "cachorrito".
En 1934, Pontecorvo contribuyó al experimento famoso de Fermi mostrando las propiedades de los neutrones lentos, que abrió al descubrimiento de la fisión nuclear. El nombre de Pontecorvo estuvo incluido en la patente (a nombre de Los chicos de la Vía Panisperna) "para aumentar la producción de radiactividad artificial con bombardeo de neutrones". Fue nombrado ayudante temporal en el Instituto Real de Físicas el 1 de noviembre de 1934 y en la Universidad de Roma, y el 7 de noviembre fue apuntado como coautor, junto con Fermi y Rasetti, de un informe (que marcó un hito) sobre neutrones lentos, el cual informó que el hidrógeno frenaba los neutrones más que los elementos pesados, y que los neutrones lentos eran más fácilmente absorbidos. Fue concedida una patente italiana para este proceso en octubre de 1935, a nombre de Fermi, Pontecorvo, Edoardo Amaldi, Franco Rasetti y Emilio Segrè. EE. UU. concedió una patente el 2 de julio de 1940.

## Carrera temprana
En febrero de 1936, Pontecorvo deja Italia y se traslada a París para trabajar en el laboratorio de Irène y Frédéric Joliot-Curie en el Collège de Francia con una beca de un año para estudiar los efectos de colisiones de neutrones con protones y las transiciones electromagnéticas entre isómeros. Durante este periodo, influido por su primo, Emilio Sereni, adopta los ideales de comunismo al cual permanece fiel para el resto de su vida. Empieza su relación con Helene Marianne Nordblom, una mujer sueca que trabajaba en París como niñera. Debido tal vez a su relación con Marianne, a que ya se hallaba concentrado en su trabajo sobre isómeros, o al deterioro de la situación política en Italia, rechaza una oportunidad en 1937 para solicitar una posición de Profesor Titular en la Universidad de Roma, para quedarse en París.
Marianne se trasladó con Pontecorvo al Hôtel des Grands Hommes en el Sitio du Panthéon el 4 de enero de 1938. Su hijo, Gil, nació el 30 de julio. Su visado expiró, y  tuvo que regresar a Suecia en septiembre. Pontecorvo la acompañó, dejando a Gil en una enfermería residencial en París. Regresando sólo a París, cenó con Manne Siegbahn y conoció a Niels Bohr y Lisa Meitner el 12 de octubre de 1938. Pontecorvo era ahora incapaz de regresar a Italia debido a las leyes raciales del régimen  fascista italiano contra los judíos. Esto causó la ruptura de Los chicos de la Vía Panisperna, con Fermi emigrando a los Estados Unidos. La familia de Pontecorvo también se dispersó: Guido se trasladó a Gran Bretaña en 1938, seguido por Giovanni, Laura y Anna en 1939, mientras Gillo se unió Pontecorvo en París.
Trabajó en colaboración con el físico francés André Lazard en el laboratorio de los Joliot-Curie en Ivry-sur-Seine, donde Pontecorvo descubrió lo que Frédéric Joliot-Curie llamó "fosforescencia nuclear"; la emisión de rayos X cuándo los neutrones y protones son excitados y regresan a su estado fundamental. También descubre que algunos isómeros no cambian a otros elementos con decaimiento radiactivo. Esto expandió el alcance de su uso en aplicaciones médicas. Por esta investigación rompedora, Pontecorvo recibe una beca Curie-Carnegie y financiación para su trabajo del Centro Nacional para la Investigación Científica francés.

## Segunda Guerra Mundial

### Huida de Francia
En junio de 1939, Pontecorvo solicitó un visado para visitar Suecia, pero fue rechazada. El 23 de agosto, llegó la noticia de la firma del Pacto de Mólotov–Ribbentrop. Se alista en el Partido Comunista Francés al día siguiente como una reafirmación de su fe personal en la Unión Soviética. Marianne lo reencuentra en París el 6 de septiembre de 1939, tres días después de la declaración de guerra británica y francesa a Alemania, en respuesta a la invasión alemana de Polonia, suceso que marcó el inicio de la Segunda Guerra Mundial en Europa. Se casaron el 9 de enero de 1940.
Cuando los alemanes se acercaron a la ciudad en mayo de 1940, decidieron abandonar París. A pesar de que Reino Unido ofreció refugio a científicos nucleares franceses, incluyendo a Hans von Halban y Lew Kowarski, rechazaron a Pontecorvo por "indeseable". Afortunadamente, Segrè había recibido una oferta de empleo en Tulsa, Oklahoma, para dos europeos expatriados que buscaban a un experto en física de neutrones. Segrè había rechazado la oferta — ya tenía un buen trabajo en la Universidad de California — pero recomendó a Pontecorvo para el puesto.
El 2 de junio de 1940, deja a Marianne y Gil junto a sus bienes materiales en un tren hacia Toulouse, donde su hermana Giuliana vivía con su marido, Duccio Tabet. El 13 de junio, justo la víspera de la entrada de los alemanes en París, Pontecorvo, su hermano Gillo, su primo Emilio Sereni y Salvador Luria huyeron hacia Toulouse en bicicletas. Les llevó diez días alcanzar Toulouse. Luria fue a Marsella, de donde finalmente marchó a los Estados Unidos. Pontecorvo, Marianna, Gil, Giuliana y Tabet tomaron un tren que los llevó a Lisboa vía Madrid el 19 de julio de 1940. Ambas mujeres estaban embarazadas. Marianne tuvo un aborto espontáneo, por lo que tenía dificultades para viajar, pero el 9 de agosto subieron a bordo del Quanza, que trasportaba refugiados a los Estados Unidos. Ambas mujeres sufrieron fuertes mareos durante el viaje. El 19 de agosto de 1940, el barco alcanzó la Ciudad de Nueva York, donde se quedaron con su hermano Paolo. En este tiempo, visitó a Fermi en su casa nueva en Leonia, New Jersey.

### Prospectando en Oklahoma
En Tulsa, Pontecorvo comenzó a trabajar para dos expatriados europeos, Jakov "Jake" Neufeld y Serge Alexándrovich Scherbátskoy, quienes habían fundado una compañía llamada Well Surveys con los fondos de Standard Oil. Su idea era aplicar la física nuclear a la búsqueda de minerales. Un dispositivo de rayos gamma había tenido éxito analizando afloramientos rocosos. Inspirado en el trabajo hecho en Italia y Francia, razonó que los neutrones, siendo partículas sin carga eléctrica, podrían ser capaces de detectar elementos diferentes bajo la superficie induciendo radiactividad en las rocas. Con Pontecorvo, tuvieron el experto que necesitaban.
Pontecorvo creó una fuente de neutrones que empleaba radio y berilio, como el que tuvieron Los chicos de la Vía Panisperna, con cera de parafina como moderador de neutrones, y midió la absorción de los diferentes minerales utilizando los métodos desarrollados por Fermi y Amaldi. En junio de 1941, tenía un dispositivo que podía diferenciar shale, caliza y arenisca, y que mapeaba las transiciones entre ellos. La técnica puede ser considerada la primera aplicación práctica del descubrimiento de los neutrones lentos, y todavía seguiría en uso hasta décadas más tarde en la técnica conocida como "well logging".  Registró cuatro patentes relativas a su instrumentación.
A finales de 1941, Pontecorvo encontró dificultades para conseguir los radioisótopos que necesitaban. Sin saberlo él, el Proyecto Manhattan, debido a su esfuerzo en tiempo de guerra para construir bombas atómicas, acorralaba el mercado. En un intento de obtenerlos, se encuentra con Fermi, von Halban y George Placzek en Nueva York en abril de 1942. Aunque fue incapaz de lograrle los suministros que quería, Fermi mostró un interés entusiasta inesperado en los trabajos de Well Surveys.

### Tube Alloys
Tras su reunión con Fermi, B. Pontecorvo no logra obtener ningún suministro, pero recibe una oferta de von Halban y Placzek para unirse al equipo del Tube Alloys en el Laboratorio de Montreal, en Canadá.  A Edward Appleton le surgían preocupaciones sobre estos, no debido a las creencias políticas de Pontecorvo, sino al hecho de que este no fuese británico nacionalizado, y ya existía un alto número de científicos extranjeros trabajando en el equipo de Tube Alloys. Appleton fue finalmente persuadido debido a la buena reputación de Pontecorvo, y a la baja disponibilidad de buenos científicos. Pontecorvo fue oficialmente nombrado como empleado del Tube Alloys el 15 de enero de 1943, y llegó a Montreal con su familia el 7 de febrero de 1943. El equipo de Montreal diseñó un reactor nuclear que utilizaba agua pesada como moderador de neutrones, pero carecía de la cantidad de agua pesada necesaria. En agosto de 1943, Churchill y Roosevelt negociaron el Acuerdo de Quebec, el cual resultó en la reanudación de la cooperación entre los Estados Unidos y Gran Bretaña, fusionando Tube Alloys al Proyecto Manhattan.

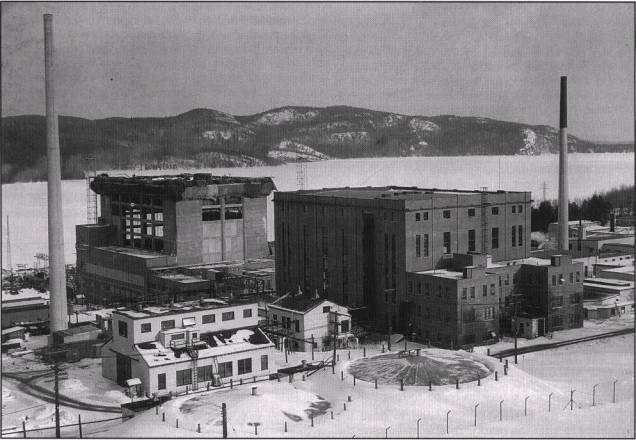
Reactor ZEEP en febrero de 1954 en primer plano, con el NRX y el NRU en construcción, en la parte trasera

John Cockcroft dirigía el Laboratorio de Montreal en 1944. Por razones de seguridad, decidió construir el reactor en los distantes Laboratorios de Chalk River. Con la idea de un programa posguerra nuclear, organizó una "debriefing" con Pontecorvo y Allan Nunn May, científicos visitantes del Proyecto Manhattan en Canadá, en la práctica para espiar a Gran Bretaña. Desafortunadamente, Nunn May era también un espía soviético. El segundo hijo de Pontecorvo nació el 20 de marzo de 1944, y fue llamado Tito por el dirigente comunista yugoslavo Josip Broz Tito. Un tercer hijo, Antonio, nació en julio de 1945. Con el agua pesada suministrada por los Estados Unidos, el reactor de Chalk River, llamado ZEEP, llegó al estado de criticidad el 5 de septiembre de 1945.[37] Además de atender el diseño de reactor, Pontecorvo también investigó los rayos cósmicos, el decaimiento de muones, y el tema que se transformaría en su obsesión, los neutrinos.  Escribió 25 informes relativos al diseño del reactor, a pesar de que sólo dos fueron publicados. También hizo alguna tarea de prospección con su antigua empresa, Well Surveys, buscando depósitos de uranio cerca de Port Radium, en los Territorios de Noroeste.
Los físicos entraron en gran demanda tras el fin de la guerra en agosto de 1945, y Pontecorvo recibe atractivas y lucrativas ofertas de varias universidades estadounidenses. Sin embargo, el 21 de febrero de 1946, acepta una oferta de Cockcroft para trabajar en el Atomic Energy Research (AERE). Por aquel momento, permaneció en Chalk River como supervisor del nuevo reactor NRX durante 1947. Fue uno de los cuatro físicos presentes en la sala de control cuándo el NRX arrancó en la noche del 21 al 22 de julio de 1947. Este tenía un flujo de neutrones 5 veces mayor que el otros reactores de la época, siendo el más potente del mundo. Adquiere el apodo de "Ramon Novarro", por el actor de dicho nombre, debido a una aventura en la que hizo un viaje a Boston con dos mujeres, lo cual culminó con Marianne sacando todo el dinero de su cuenta bancaria y marchando a Banff con los niños; pero pronto se reconciliaron. Pese a haber dado pasos previos para la obtención de la ciudadanía estadounidense, se convierte en súbdito británico el 7 de febrero de 1948. Finalmente abandona Chalk River y marcha hacia Reino Unido el 24 de enero de 1949.

## Deserción
En Harwell, Pontecorvo continua su labor en proyectos de diseño del reactor. Como miembro del Power Steering Comite (PSC), se hallaba implicado en trabajos de producción y uso de materiales fisibles, y de materiales utilizados en la construcción de reactores. En 1949, otro de los Chicos de la Vía Panisperna, Emilio Segrè, empezó su reclamación sobre las patentes relativas al comportamiento de los neutrones lentos, base física de las armas y reactores nucleares. El FBI, por lo tanto, empezó a investigarles en sus archivos, donde (particularmente en las anotaciones relativas al Proyecto Manhattan en 1943), encontraron que sus hermanos Giuliana, Laura y Gillo eran comunistas, y que probablemente el propio Pontecorvo y Marianne lo eran también, e informaron de esto al MI5 en Gran Bretaña y al MI6 Kim Philby en Washington, D.C.

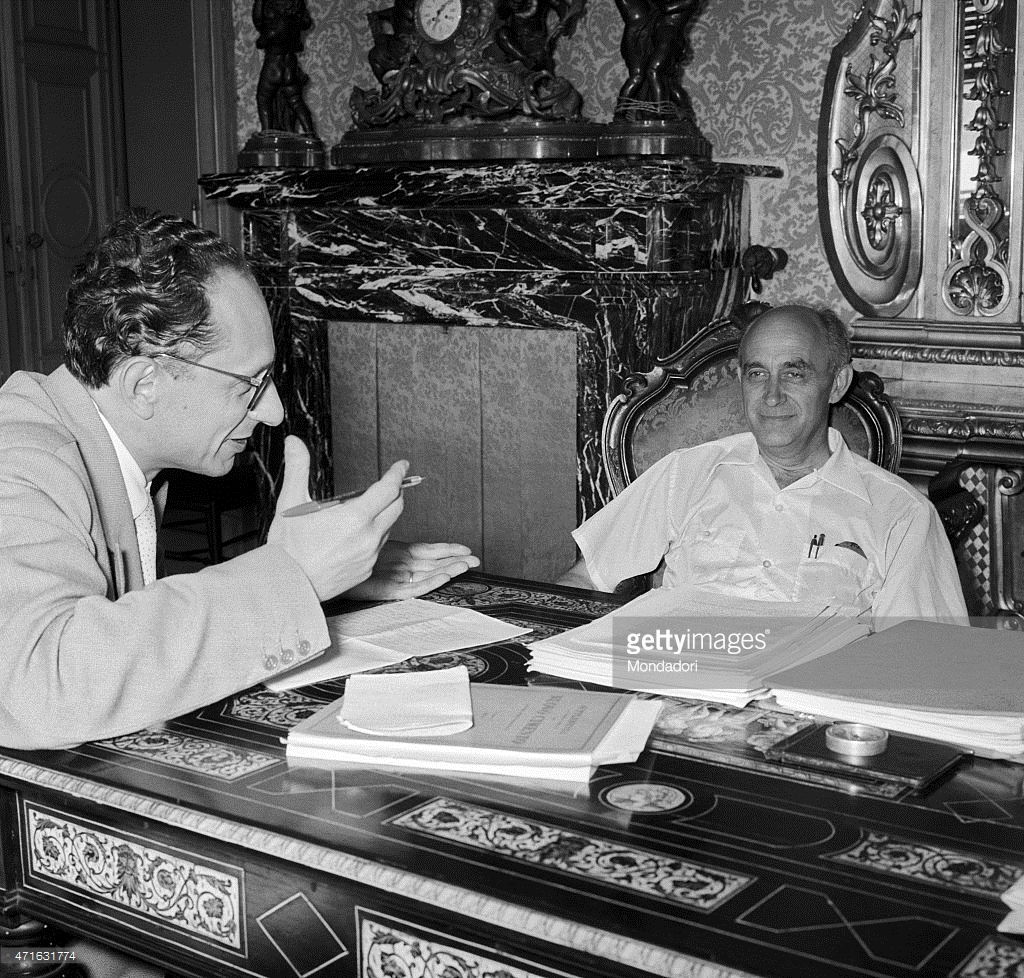
Bruno Pontecorvo y Enrico Fermi (c. 1950).

En febrero de 1950, el compañero de Pontecorvo en Harwell, Klaus Fuchs, fue arrestado por espionaje, y el AERE empezó a tomarse la seguridad más en serio, siendo Pontecorvo interrogado por Henry Arnold, agente de seguridad del AERE. Aunque Arnold no obtuvo ninguna evidencia de que Pontecorvo fuese un espía soviético, siente que pudiera ser un riesgo para la seguridad, por lo que recomendó su traslado a otro puesto sin acceso a material secreto. Herbert Skinner sugiere entonces a Pontecorvo que solicite una plaza de reciente creación de profesorado en la Universidad de Liverpool, donde Skinner guardó el puesto de Lyon Jones en física experimental. En junio de 1950, a Pontecorvo le fue ofrecido el puesto.
El 1 de septiembre de 1950, en medio de unas vacaciones en Italia y sin previo aviso, Pontecorvo tomó un vuelo de Roma a Estocolmo con su mujer y sus tres hijos sin informar a amigos o parientes. El 2 de septiembre, es ayudado por agentes soviéticos a entrar en la Unión Soviética a través de Finlandia. Su desaparición repentina causó mucha preocupación a muchos de los servicios de inteligencia occidentales, especialmente a los de Gran Bretaña, Canadá y Estados Unidos, por la posible fuga de secretos atómicos a la Unión Soviética, y por Finlandia y Suecia, países a través de los cuales Pontecorvo y Marianne habían sido trasladados sin visados ni pasaportes válidos. En 1952, el potencial papel de Pontecorvo en la transferencia de secretos nucleares a Rusia fue discutido en diarios norteamericanos.
Según Oleg Gordievski (el agente de más alto ranking en la KGB sobre deserciones) y Pável Sudoplátov, (subdirector anterior de Inteligencia Extranjera para la Unión Soviética), Pontecorvo era un espía soviético. Aun así, Sudoplátov identificó erróneamente a Pontecorvo como el espía codenado Mlad, ahora conocido como Ted Hall. Mientras que Pontecorvo siempre negó trabajar en armas nucleares en Canadá, Gran Bretaña o la Unión Soviética,[58] él nunca confirmó ni negó ser un espía. La evidencia real en contra le era endeble. Frank Close detectó que los blueprints o cianotipos del reactor canadiense NRX llegaron a la Unión Soviética, y que Lona Cohen obtuvo una muestra de uranio del NRX después de que entrase en funcionamiento en 1947. Nunn May no podría haber sido el culpable, por lo tanto Pontecorvo es el sospechoso principal.
En la URSS, Pontecorvo fue bienvenido con honores y recibió un número de privilegios reservados solamente a la nomenklatura soviética. Trabajó hasta su muerte en el que es ahora el Instituto Central de Investigaciones Nucleares (JINR) en Dubná, concentrando enteramente en estudios teóricos de partículas de energía alta y continuando su búsqueda de neutrinos y decaimiento de muones. En reconocimiento a su investigación, recibe el Premio Stalin en 1953, la afiliación al Partido Comunista de la Unión Soviética en 1955 y a la Academia soviética de Ciencias en 1958, así como Órdenes de Lenin.  
Recibe el Premio Lenin en 1964 por su trabajo sobre la interacción débil. Empieza un affair sentimental de por vida con Rodam Amiredzhibi, hermana de Chabua Amirejibi y segunda mujer del poeta Mijaíl Arkádievich Svetlov, en 1950. En 1955, aparece en público en una rueda de prensa donde explica al mundo los motivos de su elección de dejar Occidente y trabajar en la Unión Soviética. Como resultado, el Reino Unido revocó su ciudadanía británica el 24 de mayo de 1955. A Pontecorvo no se le permitió abandonar la Unión Soviética durante muchos años; su primer viaje en el extranjero fue en 1978 cuándo viajó a Italia para la celebración del 70 cumpleaños de Amaldi. Después, hizo viajes frecuentes a Italia, y visitas ocasionales a otros países. Francia rechazó su entrada como visitante en 1982 y 1984, pero finalmente se la autorizó en 1989.

## Vida más tardía

Yuri G. Zdesenko y Pontecorvo en 1987.

El trabajo científico de Pontecorvo está plagado de intuiciones destacables, algunas de las cuales representaron hitos de la física moderna. En muchas de estas ideas está implicado el neutrino, una partícula subatómica propuesta teóricamente en primer lugar por Wolfgang Pauli en 1930, para explicar la energía no detectable que escapa durante las desintegraciones beta, sin violar la ley de conservación de la energía. Fermi nombró a esta entidad "neutrino", palabra en italiano para "pequeño neutrón", y en 1934 propuso su teoría de la desintegración beta, qué explicaba que los electrones emitidos por el núcleo estaban creados por la decadencia de un neutrón hacia un protón, un electrón y un neutrino. Inicialmente se pensó que los neutrinos serían indetectables, pero Pontecorvo notó en 1945 que un neutrino que golpea un núcleo de cloro podría transformar a este en inestable argón-37, el cual emite, con una vida media de 34 días, después de una reacción de captura-K, un electrón de Auger de 2.8 keV Auger, que permite su detección directa:

ν + 37Cl → e−
 + 37Ar

Este informe de Pontecorvo en 1945 da la idea de emplear tetracloruro de carbono, CCl4, al físico francés Jules Guerón. Este experimento fue trasladado al reactor de Chalk River empleando al reactor NRX como fuente de neutrinos, pero no tuvieron éxito, siendo abandonados en 1949, tras abandonar allí su puesto Pontecorvo. El motivo del fallo del experimento, desconocido en aquel momento, es que los reactores estaban produciendo antineutrinos en lugar de neutrinos. En el denominado experimento de neutrinos de Cowan-Reines, Frederick Reines y Clyde Cowan detectaron el neutrino en 1955, lo que les valió el Premio Nobel de Física ese mismo año.
La idea original de Bruno Pontecorvo fue rescatada de nuevo, esta vez aplicándose a la búsqueda de neutrinos solares. Teóricamente, el sol producía estos neutrinos durante el curso de sus reacciones nucleares. Pontecorvo inspiró a Maurice Pryce con esta idea. La más común de las reacciones nucleares solares en cadena, la reacción protón-protón, no daba lugar a neutrinos lo suficientemente energéticos como para interactuar con el cloro. Sin embargo, el ciclo CNO (que produce carbono, nitrógeno y oxígeno), sí lo logra. A finales de la década de 1960, los físicos Ray Davis y John N. Bahcall descubren así neutrinos solares mediante el Experimento Homestake, por el cual Davis recibió el Premio Nobel de Física en 2002. Este fue el primer experimento exitoso que logró detectar y contar neutrinos solares, pero el número detectado se encontraba entre 1/3 y 1/2 de lo esperado, lo que se denominó "problema de los neutrinos solares". Durante algún tiempo, ciertos científicos consideraron la horrible idea de que el Sol se estuviese apagando.

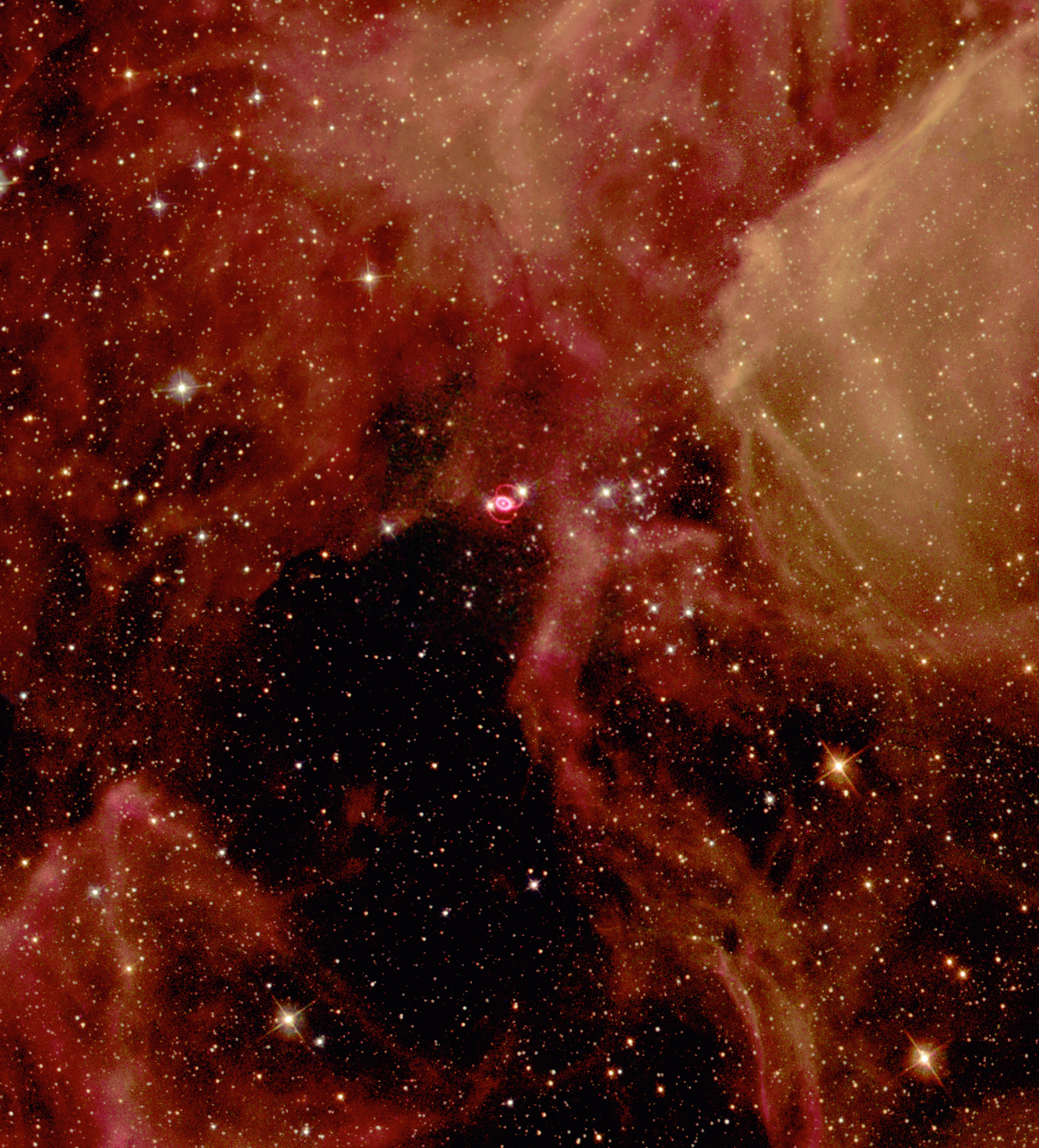
Supernova SN1987 (objeto brillante en el centro), visto a través del Telescopio espacial Hubble

En realidad este es un problema que ya había sido resuelto en 1968 por Pontecorvo. En 1959, se diseñó un potente acelerador, que nunca llegó a ser construido, y Bruno P. comenzó a considerar experimentos que fuesen realizables por él, considerando un experimento de observación de muones. Julian Schwinger había hipotetizado que las partículas experimentaban una interacción débil mediante el intercambio de bosones W. Estos bosones W no fueron descubiertos hasta 1983, pero inmediatamente afloró un problema. Gerald Feinberg destacó aquí que esto implicaba que algunas interacciones que nunca habían sido observadas podían ocurrir, pero reconoció que esto sólo era posible si los neutrinos asociados con electrones fuesen lo mismo que los asociados con muones. 

En un informe de 1959, Pontecorvo citó 21 interacciones que no serían posibles a menos que el neutrino electrónico (νe) y el neutrino muónico (νμ) fuesen diferentes. Dicho informe introdujo por primera vez la notación de neutrinos, que se sigue utilizando en la actualidad, y citó las razones por las que consideraba que la existencia de dos tipos de neutrinos era "atractiva desde el punto de vista de la simetría y de la clasificación de partículas". La predicción de que los neutrinos asociados con electrones y los asociados con muones eran diferentes fue confirmada el 1962. En 1988, Jack Steinberger, Leon M. Lederman and Melvin Schwartz reciben el Premio Nobel de Física por el descubrimiento del neutrino muónico.

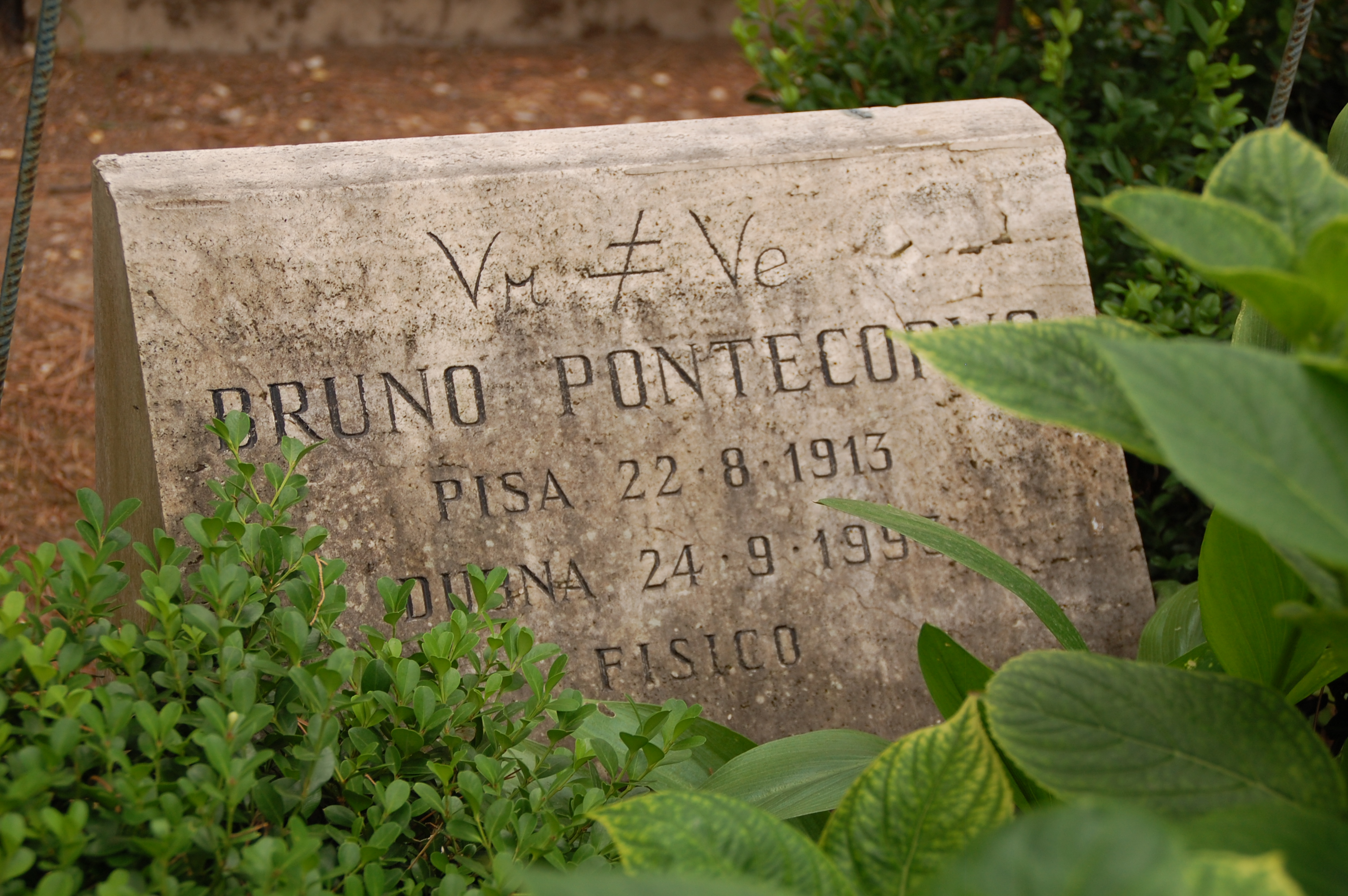
Tumba en Roma de Bruno Pontecorvo, con texto de epitafio referente su hallazgo principal sobre los neutrinos.

La solución de Pontecorvo al problema de los neutrinos implica una idea primeramente considerada en 1957, y desarrollada durante la siguiente década: que los neutrinos podían convertirse en otras clases de neutrinos, fenómeno denominado oscilaciones de neutrinos. En algún punto entre el Sol y la Tierra, los neutrinos electrónicos se transformaban en neutrinos muónicos. Un punto importante para que esto ocurriese, es que los neutrinos no podían tener una masa cero, por lo tanto, no podrían viajar a la velocidad de la luz. La existencia de estas oscilaciones fue descubierta por el Experimento Super-Kamiokande en 1998, y confirmada posteriormente por otros experimentos.
Esta predicción fue reconocida con el Nobel de Física en 2015, concedido a Takaaki Kajita y a Arthur B. McDonald "por el descubrimiento de las oscilaciones de neutrinos, que demuestra que estos tienen masa". Pontecorvo también predijo en 1958 que las supernovas producen grandes explosiones de neutrinos. Pocos científicos estuvieron tan emocionados cuando la supernova denominada SN 1987A fue detectada mediante detectores de neutrinos.
Pontecorvo murió en Dubná, Rusia, el 24 de septiembre de 1993, afectado por la enfermedad de Parkinson. De acuerdo con sus deseos, la mitad de sus cenizas fueron enterradas en Dubná, y la otra mitad en el Cimitero Acattolico di Roma. En 1995, en reconocimiento a su labor, el prestigioso Premio Pontecorvo fue institucionalizado por el Instituto Central de Investigaciones Nucleares (JINR) de Dubná. El premio, concedido anualmente a un científico en exclusiva, galardona "las investigaciones más significativas en física elemental de partículas", tal y como reconoce la comunidad científica internacional. En 2006, la sociedad histórica moscovita Moskultprog inauguró una placa conmemorativa en la casa de Bruno Pontecorvo en Moscú, en la calle Tverskaya número 9.

## Otras lecturas
- Mafai, Miriam (2012). Il lungo freddo: Storia di Bruno Pontecorvo, lo scienziato che scelse l'Urss (en italiano). Milan: Bur. ISBN 978-88-586-3839-2.